# 保勇
保 勇（たもつ いさむ、1919年9月29日 - 2000年5月31日）は、日本の武道家（全日本少林寺流空手道連盟錬心舘・初代宗家）、元警察官。鹿児島県大島郡名瀬村出身。台湾総督府司獄官警察官練習所卒。
1955年（昭和30年）11月8日に鹿児島市高麗町に少林寺流空手道錬心舘（当時の名称は「少林寺流空手研究会錬心館道場」）を設立。號は少林寺守門（しょうりんじもりかど）であり、十段範士であった。2000年（平成12年）4月に勲四等瑞宝章を受章。翌月の5月31日に逝去。

## 経歴

### 生い立ち
保勇は1919年（大正8年）9月29日に保与那貞の長男として、大島郡名瀬村大字根瀬部（現在の奄美市名瀬根瀬部）に生まれた。勇が5歳になるころの1924年（大正13年）に父与那貞は根瀬部の21名の漁師とともに漁に出たまま遭難し、そのまま行方不明となった。残った漁船の借金を共同で返済した後は、名瀬に移り住み小学校に入学。
小学校での成績が優秀であった勇は小学校卒業後、中学への進学を勧められるが、進学を自ら断念し知人の会社の雑用係として就職、その後は大阪の鉄工所を経て台湾の台中製糖に就職した。

### 武術の習得
台湾に渡った後は、台中製糖で労働をしつつ、台中武徳殿にて柔道を習得し、さらに中国拳法も習得した。
1937年（昭和12年）に警察官採用試験を受験し合格。20歳まで少年警察官として勤務し、この間に柔道二段を取得した。20歳になると徴兵検査を受け、甲種合格で入隊し第六師団工兵第六連隊に配属された後に、満州の牡丹江の部隊に配属され1942年（昭和17年）に兵役を終え、鹿児島県警察官採用試験を受験し、首位合格で警察練習所に入所。警察練習所を卒業した後は西鹿児島駅前交番に勤務。その後特別高等警察に配属され、1945年（昭和20年）7月に頴娃警察署に異動となり、同年9月に自ら退職した。退職した後は奄美大島にわたり、書店を運営したり、大島電力（本土復帰後に九州電力に再統合）の監査役になるが、1953年（昭和28年）に再び鹿児島に戻り、港湾赤帽組合を立ち上げる。しかし、翌年には沖縄に渡り、念願であった柔道や空手の稽古に励んだ。
沖縄では島袋善良の指導により、南光（アーナンクー）、鎮東（チントウ）を習得し、次に仲里常延より棒術「徳嶺の棍」（徳嶺ぬ棍）、与那覇政牛からは公相君（クーシャンクー）を習得、その後は抜塞（バッサイ）などを習得した 。戦後、沖縄ではじめて防具付き空手を始めた沖縄拳法の中村茂の道場を度々訪問し、少林寺流錬心舘の大会に沖縄拳法の選手が参加したり交流稽古を行った 。
また、基本を習得した後は組手の練習を行い、そこで後ろ回し蹴り、連続回し蹴り、二段回転蹴り、逆風足刀蹴り（参考）、足刀くの字飛び、螺旋（らせん）手刀打ち、半飛び足刀蹴り等（参考1参考2）の新しい技を考案したという。

### 錬心舘の創設とその後
1955年（昭和30年）保勇と島袋善良（後の「少林流聖武館」）、仲里常延（「少林寺流求道館」）の3名は、空手の源流は中国少林寺であるということから、喜屋武朝徳直伝の流儀を少林寺流と命名。保は鹿児島に戻り、同年11月8日に鹿児島市高麗町にて「少林寺流空手研究会錬心館道場」（後の「道統少林寺流空手道錬心舘」の前身）を立ち上げた。
1959年（昭和34年）には熊本県で開催された全日本拳法空手道九州連盟（千唐流・千歳剛直）主催の第一回九州空手道選手権大会に参加し、錬心舘においては初の他流派の大会出場となった。結果は団体戦優勝であったが、個人戦に於いて、後ろ回し蹴り、螺旋（らせん）手刀打ち（参考1、参考2）などの技は無効扱いとなったのに憤慨した保勇は、錬心舘選手団を率いて試合会場から出ていったという。
1960年（昭和35年）1月、読谷村謝刈にあった島袋善良の島袋道場で、当時の全日本空手道連盟理事であった保勇が仲立ちとなって、全日本空手道連盟沖縄地区特別本部結成の会合が開かれ、中村茂（沖縄拳法）が最高師範に就任した。また顧問には兼島信助（渡山流）、与那覇政牛、会長は島袋善良、副会長には仲村寛、仲里常延、特別技術部長には組手技の評価を買われて、沖縄県外の保勇が就任。
同年3月に福岡市で開催された第二回九州選手権大会では、錬心舘団体チームの高校生（二段）が緒戦の西日本鉄道チーム（他流派）との対戦で二段蹴りの要領で飛び上がって後ろ廻し蹴り（錬心舘では当時「飛中後廻し蹴り」と呼称した）を上段に決め、相手選手が担架で運ばれることとなり、列席していた中央空手界の役員も錬心舘の組手技術に驚いたというエピソードが残っている
。
1962年（昭和37年）7月、鹿児島県空手道連盟を結成。第一回鹿児島県空手道選手権大会を開催。
1963年（昭和38年）10月、西日本空手道連盟を結成し会長に就任。
1964年（昭和39年）9月、全国空手界に先がけ、鹿児島県空手道連盟を県体育協会に加盟。
1965年（昭和40年）12月、保勇が、当時は「竹のカーテン」といわれ、日本と国交がなかった中華人民共和国（「日中国交正常化」は1972年）の中国武術界から招聘を受けて、戦後、武道家として初めて中国を訪問。約40日間にわたり広州、長沙、北京、西安、延安、杭州、上海において日本空手道を公開するとともに中国武術界の最高峰、王子平をはじめ全国武術総会副主席の張文広との会見など中国武術各派と交流した。
1967年（昭和42年）8月、第一回少林寺流全国空手道選手権大会を鹿児島市にて開催。
1968年（（昭和43年）10月、群馬県前橋市県スポーツセンターにおいて国民体育大会への参加をめざして各流各派が参加して開催された、第一回全国都道府県空手道選手権大会（主催：全国都道府県空手道連盟、主管：群馬県空手道連盟、後援：全日本空手道連盟・会長笹川良一）に保勇を団長とする錬心舘のメンバーで編成された鹿児島県空手道連盟選手団が防具の部で優勝、無防具の部で準優勝して以来、保勇は組手においては防具を着用するべきであるという考えであり、当時の全日本空手道連盟は防具付き空手から寸止め空手への方向転換をしていることから全空連には加盟しないことになり、以後、錬心舘は一流一派として一貫して防具付組手試合を推進することとなった。
現在でも（公財）鹿児島県スポーツ協会には、従前に錬心舘で組織された「鹿児島県空手道連盟」とその後、全日本空手道連盟の傘下となった「（公財全空連）鹿児島県空手道連盟」の二つが加盟している。
1994年（平成6年）10月、体育功労者として文部大臣賞を受賞。
2000年（平成12年）4月に勲四等瑞宝章を受章したが、その頃より体調を崩し、同年5月31日に死去（没年81歳）。

## 関連書籍
- 『徒手空拳 - 人間・保勇』 保サチヱ著 ISBN 978-4-83-554934-7